# En fästman i taget
En fästman i taget är en svensk film från 1952, regisserad av Schamyl Bauman efter Gösta Stevens manus. I rollerna ses bland andra Sickan Carlsson, Karl-Arne Holmsten och Stig Järrel.

## Handling
Lilian "Lillan" Carlberg (Sickan Carlsson) är förlovad med ingenjör Arne Stockman (Karl-Arne Holmsten). För att han ska bli mer intresserad av henne träffar hon några andra män, handelsresanden Adolf Lundkvist (Stig Järrel), disponenten Henning Werner (Edvin Adolphson), konstnären Jerker Nordin (Stig Olin) och dynamitarden Dynamit-Valle (Gunnar Björnstrand). Arne inser att han kanske är på väg att förlora sin fästmö och beger sig efter henne. Lillan och dynamitarden hamnar i häktet och alla männen skyndar dit för att rädda henne. 

## Om filmen
Filmen hade premiär den 5 maj 1952 på biograferna Plaza och Royal i Göteborg. Den spelades bland annat in vid Sandrew-ateljéerna i Stockholm, på Södertälje station, i Härjedalen och Falun. 
Innan filmen fick sin slutgiltiga titel så fanns namnförslagen Frökens fem friare, Fria på narri och Fem man om en flicka. Filmen har visats som matiné vid ett flertal tillfällen på SVT, bland annat 2017 och i november 2018.

## Rollista
- Sickan Carlsson	– Lilian "Lillan" Carlberg
- Karl-Arne Holmsten – Arne Stockman, ingenjör, Lillans fästman
- Stig Järrel	– Adolf Lundkvist, handelsresande i damunderkläder
- Edvin Adolphson	– Henning Werner, disponent
- Gunnar Björnstrand – Valentin Fredriksson-Frisk, alias Dynamit-Valle, dynamitard
- Stig Olin – 	Jerker Nordin, konstnär
- Gull Natorp – 	fru Stockman, Arnes mor
- Arne Källerud – 	överkonstapel i Falun
- Inger Juel – 	Clary, mannekäng
- John Botvid – 	skomakare
- Carl-Gunnar Wingård – Johansson, hotellportier i Örebro
- Arne Sandberg – 	hotellvaktmästare i Örebro
- Birger Sahlberg – Olsson, lantbrevbärare
- Stig Johanson – 	bilreparatör
- Gustaf Färingborg – statspolis
- Bengt Sundmark – 	polis i Falun
- Holger Kax – 	polis i Falun
- Birger Åsander – 	bilchaufför
- Nils-Erik Sandell – kapellmästare-violinist
- Olle Björklund – 	radioröst